# گوهرمرغ پمپادور
گوهرمرغ پمپادور (نام علمی: Xipholena punicea) نام یک گونه از تیره گوهرمرغان است.